# 54
| 54                 |
| ------------------ |
| Dødsfald - Fødsler |
|                    |

| Gregoriansk kalender | 54 LIV                  |
| Ab urbe condita      | 807                     |
| Armensk kalender     | I/T                     |
| Kinesiske kalender   | 2750 – 2751 癸丑 – 甲寅 |
| Etiopisk kalender    | 46 – 47                 |
| Jødisk kalender      | 3814 – 3815             |
| Hindukalendere       |                         |
| - Vikram Samvat      | 109 – 110               |
| - Shaka Samvat       | N/A                     |
| - Kali Yuga          | 3155 – 3156             |
| Iransk kalender      | 568 BP – 567 BP         |
| Islamisk kalender    | 586 BH – 585 BH         |

Se også 54 (tal)

## Dødsfald
- 13. oktober – Claudius, romersk kejser